# 샘 누조마
새뮤얼 샤피슈나 대니얼 누조마(영어: Samuel Shafiishuna Daniel Nujoma, 1929년 5월 12일 ~ 2025년 2월 8일)는 나미비아의 정치인으로, 1990년부터 2005년까지 나미비아 초대 대통령을 역임했다. 누조마는 1960년 남서아프리카 인민기구(SWAPO)의 창립 멤버이자 초대 당수이었다. 1960년 이전에 SWAPO는 오밤보랜드 인민기구(OPO)으로 알려져 있었다. 그는 남아프리카 공화국의 지배로부터 나미비아의 정치적 독립을 위한 운동에서 민족 해방 운동의 지도자로서 중요한 역할을 했다. 그는 1962년 나미비아 인민해방군(PLAN)을 창설하고 1966년 8월, 오문굴루곰바셰에서 남아프리카 공화국의 아파르트헤이트 정부를 상대로 게릴라전을 시작했다. 1966년부터 1989년까지 나미비아 독립 전쟁이 지속되는 동안 누조마는 SWAPO를 이끌었다.
제1차 세계 대전 당시 남아프리카 공화국은 1915년 7월, 평화 조약을 체결한 뒤 남서아프리카에서 독일 식민군을 격퇴하고 식민지에 계엄령을 세웠다. 전쟁이 끝난 후 국제연맹은 공식적으로 전 독일 식민지를 남아프리카 공화국의 통치 하에 영국에 위임했다. 1948년 남아프리카 공화국 선거에서 국민당이 승리했을 때, 인종 차별을 확립하는 법을 통과시켰다. 이 법들은 남아프리카 공화국의 사실상 다섯 번째 주로서 통치했던 남서아프리카에도 적용되었다. 아파르트헤이트는 엄격한 인종 분류를 만들었고 특히 원주민들의 권리를 줄였다.
누조마는 1950년대에 반식민지 정치에 관여하게 되었다. 1959년에는 나미비아의 독립을 주장하는 민족주의 단체인 오밤보랜드 인민기구(OPO)의 초대 회장을 공동 설립했다. 1958년 12월, 그는 구 로케이션 레지스탕스 조직원이었으며 체포되어 오밤보랜드로 추방되었다. 1960년 탈주하여 탄자니아로 망명하여 줄리어스 니에레레의 환영을 받았다.
나미비아는 1990년에 마침내 남아프리카 공화국으로부터 독립을 달성했고, 첫 번째 민주적 선거를 치렀다. 1990년 3월 21일, SWAPO가 과반수를 차지했고 누조마는 초대 대통령으로 선출되었다. 그는 1994년과 1999년에 두 번 더 재선되었다. 2007년 11월 30일, 누조마는 SWAPO 당수직에서 은퇴했다.

## 어린 시절
새뮤얼 샤피슈나 대니얼 누조마는 1929년 5월 12일 남서아프리카 오밤보랜드 오카하오 마을 근처의 옹안제라 마을 에툰다에서 태어났다. 누조마는 헬비 음핑가나 콘돔볼로 (1898년~2008년)와 대니얼 우토니 누조마 (1893년~1968년) 사이에서 태어났다. 그의 어머니 헬비는 우크완비의 후손으로 우크완비의 공주였고, 이 사실은 나중에 누조마의 정치 경력 동안 카리스마적인 영향력을 강화시켰다. 그는 부모님의 열한 자녀 중 맏이이다.
누조마는 어린 시절의 대부분을 형제자매들을 돌보며 가족의 소와 전통적인 농업 활동을 돌보는데 보냈다. 그의 교육 기회는 제한적이었다. 그는 10살 때 오카호에 있는 핀란드 선교학교에 다니기 시작했고, 그 당시 흑인들에게 가능한 한 높은 스탠다드 식스를 수료했다. 1946년 17세의 나이에 그는 월비스베이로 이사하여 이모와 함께 살았고, 그곳에서 그는 10실링의 월급을 받고 잡화점에서 그의 첫 고용을 시작했다. 그는 나중에 포경소에서 일하기도 했다. 그곳에서 그는 제2차 세계 대전 동안 온 아르헨티나, 노르웨이 및 다른 유럽 지역의 군인들을 만나면서 세계 정치에 노출되었다.
1949년, 누조마는 빈트후크로 이사를 가서 남아프리카 철도(SAR)의 청소부로 일을 시작했고, 빈트후크 올드 로케이션에 있는 성 바르나바스 성공회 교회 학교의 성인 야간 학교에 다니는 동안, 주로 그의 영어 실력 향상을 목표로. 그는 남아프리카 공화국에 있는 트랜스 아프리카 통신 대학에서 통신을 통해 주니어 자격증을 공부했다.

## 대통령직
1990년 3월 21일, 하비에르 페레스 데 케야르 유엔 사무총장에 의해 취임 선서를 했다.
독립 당시, 나미비아는 한 세기 동안의 식민주의, 소유권 박탈, 인종 차별의 결과로 심각하게 분열되었고, 무장 투쟁과 선전이 복합적으로 작용했다. 예를 들어, SWAPO는 식민지 언론과 공식 선언에 의해 악마화되어 다른 단체의 많은 구성원들뿐만 아니라 대부분의 백인들도 그 운동을 가장 깊은 두려움, 혐오, 의심으로 여겼다. 누조마의 초기 업적 중 하나는 나미비아의 다양한 인종과 민족 간의 관계를 개선하고 조화시키는 것을 목표로 하는 "민족 화해" 정책을 선포한 것이었다. 그의 대통령 임기 동안 나미비아는 비인종 사회를 발전시키기 위해 꾸준히, 인권 존중 민주주의 체제를 유지하고, 법치주의를 준수하며, 인종 차별의 유산을 근절하기 위해 꾸준히 노력했다. 누조마는 성공적으로 모든 나미비아인들을 법치주의에 의해 통치되는 평화롭고 관대하며 민주적인 사회로 통합시켰다.
1992년 노르웨이는 값비싼 새 대통령 전용기와 두 대의 새 VIP 헬리콥터 구입에 대한 대응으로 나미비아에 대한 가뭄 구호를 중단하기로 결정했다. 이 비행기들은 누조마가 국제 사회에 가뭄 지원을 호소한 지 몇 주 후에 구입되었다.
1990년 누조마는 토지를 백인에서 흑인으로 재분배하는 토지 개혁 계획을 시작했다. 2007년까지 전국 상업 농지의 약 12%가 백인 농부들로부터 빼앗겨 흑인 시민들에게 주어졌다. 그러나 1998년 나미비아 내각의 성명에 따르면 "농업 기반이 너무 약해서 번영을 위한 지속 가능한 기반을 제공할 수 없다"며 2010년 현재 나미비아 농촌 인구의 38%가 빈곤선 아래에서 살고 있다.

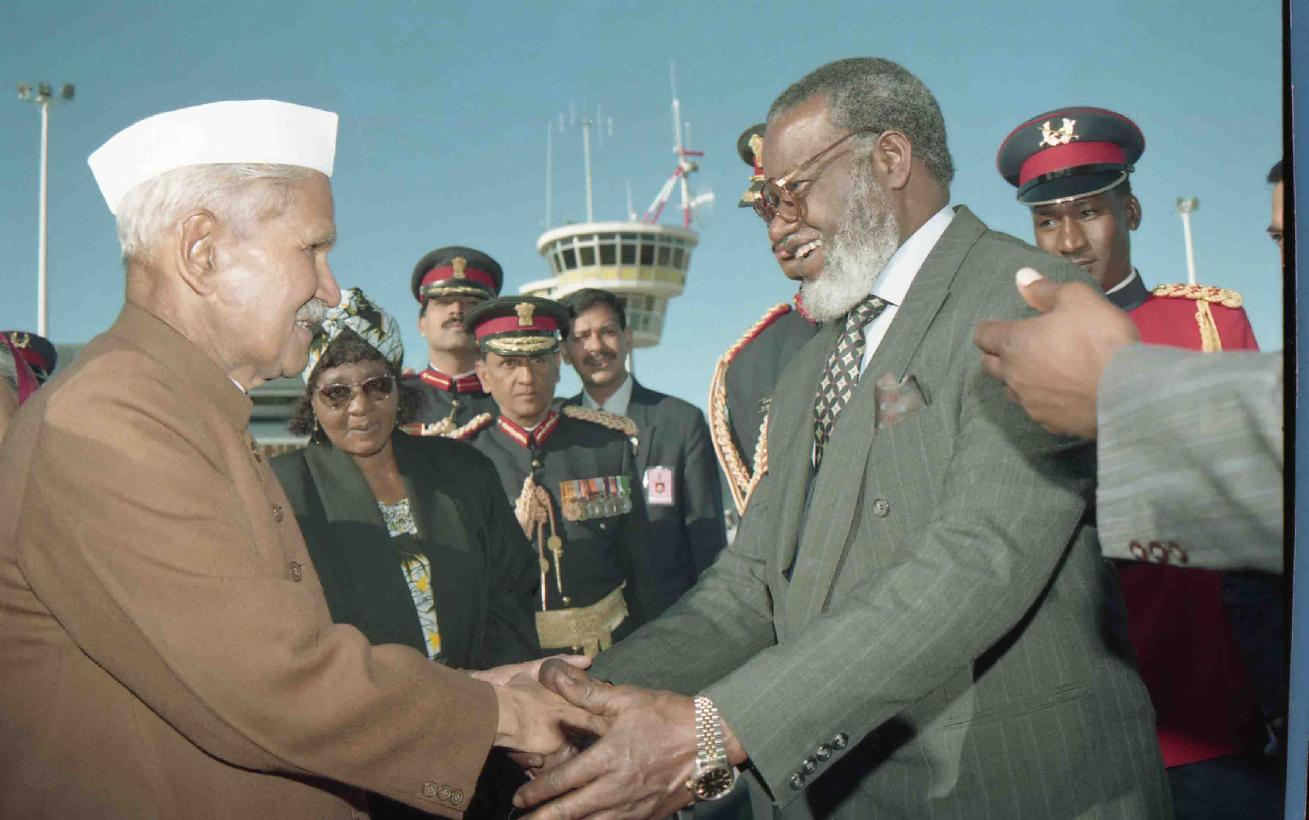
1995년 인도 대통령 샹카르 다얄 샤르마와 누조마

누조마는 1994년 12월, 76.3%의 득표율로 나미비아 대통령으로 재선되었다. 나미비아의 헌법은 1999년에 누조마가 세 번째 5년 임기에 출마할 수 있도록 변경되었다. 이것은 그가 첫 임기에 직접 선출되지 않았다는 이유로 정당화되었으며, 변경 사항은 누조마에만 적용되었다. 그는 1999년 선거에서 76.8%의 득표율로 승리했다. 헌법은 누조마가 2004년 11월에 4선으로 출마하는 것을 허용하지 않았고, SWAPO 내에서도 이를 다시 바꾸려는 열의가 많지 않았다. 누조마의 "손으로 뽑은 후계자"로 묘사되는 히피케푸니에 포함바는 2004년 5월 30일에 열린 SWAPO 회의에서 다른 두 후보인 나하스 앙굴라와 히디포 하무텐야를 제치고 대통령 선거 후보로 선출되었다. 후자는 의회를 불과 이틀 앞두고 누조마에 의해 외무 장관직에서 해임되었다. 2005년 3월 21일 나미비아의 제2대 대통령으로 취임했다.
1998년 누조마는 제2차 콩고 전쟁 동안 르완다와 우간다의 지원을 받는 반군의 위협 하에 그의 통치가 이루어졌을 때 콩고 민주 공화국 대통령 로랑데지레 카빌라를 변호했다. 나미비아는 남아프리카 개발 공동체(SADC)에 대한 약속을 대표하여 전쟁에 참여했다. 나미비아, 앙골라, 짐바브웨 군대는 누조마가 외부의 간섭으로부터 콩고 민주 공화국의 주권을 방어하는 것으로 본 움직임을 카빌라가 공격을 막아내는 것을 도왔다.
누조마는 나미비아에 기반을 둔 치타 보존 기금의 국제 후원자이자 강력한 후원자였다.
2001년, 누조마는 "경찰은 나미비아에서 발견된 동성애자와 레즈비언을 체포, 투옥, 추방해야 한다"고 말하며 나미비아의 게이와 레즈비언에 대한 숙청을 발표했다.

## 대통령직 이후

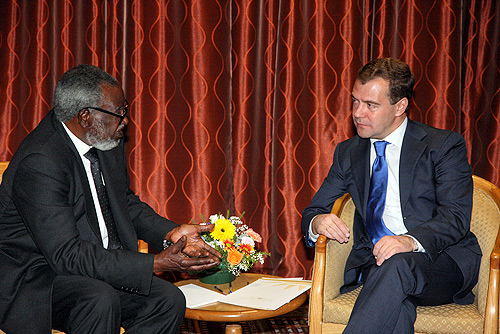
2009년 6월 25일, 빈트후크에서 러시아 대통령 드미트리 메드베데프와 회담을 가졌다.

공식적인 역할에서 물러났음에도 불구하고, 누조마는 여전히 정치권에서 활동하고 있으며, 전국의 다양한 집회와 행사에서 정기적으로 SWAPO를 위한 캠페인을 벌이고 있다. 2009년에 나미비아 대학교에서 지질학 석사 학위를 받았다.
나미비아에 있는 국가인권협회(NSHR)의 이사는 누조마가 CIA와 관련이 있다고 말했다. 국제형사재판소는 누조마에 대한 조사를 국제형사재판소에 요청했으며, 그들은 누조마가 임기 중 실종된 것에 대한 그의 역할을 설명했다. 지금까지, 이 주장들은 입증되지 않았다.
나미비아의 다양한 민족 간의 인종 화해와 화합을 촉진하겠다는 대통령 재임 기간 동안의 헌신과 행동에도 불구하고, 누조마는 대통령 재임 후 논란이 많고 폭력적인 발언을 했다. 2009년 6월, 그는 SWAPO 당 청년들에게 무기를 들고 "식민들을 나라 밖으로 몰아내라"고 촉구했다.

## 사망
누조마는 2025년 2월 8일, 지난 3주 동안 병으로 인해 갇혀 있던 빈트후크의 한 병원에서 95세의 나이로 사망했다. 나미비아 정부는 그의 사망에 대한 국가 애도 기간을 발표했다. 남아프리카 공화국의 아프리카 국민회의도 누조마를 애도하기 위해 당 깃발을 반기로 설정했다.

## 같이 보기
- 나미비아의 역사